# Spengler Cup 2001
Der Spengler Cup 2001 (französisch Coupe Spengler 2001) war die 75. Auflage des gleichnamigen Wettbewerbs und fand vom 26. bis 31. Dezember 2001 im Schweizer Luftkurort Davos statt. Als Spielstätte fungierte das dortige Eisstadion. Insgesamt besuchten 82'390 Zuschauer die elf Turnierspiele, was einem Schnitt von 7'490 pro Partie entspricht.
Es siegte der Gastgeber HC Davos, der durch einen 4:3-Sieg nach Verlängerung im Finalspiel in der Neuauflage des Vorjahresfinals über das Team Canada das Turnier gewann. In der Qualifikation hatten die Kanadier die Partie noch knapp mit 6:5 in der Verlängerung für sich entschieden. Dem HCD gelang damit nach dem Sieg im Vorjahr die erfolgreiche Titelverteidigung. Es war der insgesamt zwölfte Erfolg für den Rekordsieger.
Der Tscheche Jaroslav Hlinka war mit fünf Scorerpunkten, darunter drei Tore, erfolgreichster Akteur des Turniers. Der Finne Petteri Nummelin wurde als wertvollster Spieler ausgezeichnet.

## Modus
Die fünf teilnehmenden Teams spielten zunächst in einer Einfachrunde im Modus «jeder gegen jeden», so dass jede Mannschaft vier Spiele bestritt. Die beiden punktbesten Mannschaften nach Abschluss der zehn Qualifikationsspiele ermittelten schliesslich in einer zusätzlichen Partie den Turniersieger.

## Turnierverlauf

### Qualifikation
| 26. Dezember 2001 15:30 Uhr | HC Sparta Prag R. Žemlička (14.) R. Žemlička (52.) | 2:3 (1:0, 0:2, 1:1) Spielbericht | HC Davos M. Riesen (23.) J. Marha (37.) J. Marha (43.) | Eisstadion, Davos Zuschauer: 7'680 |

| 26. Dezember 2001 20:45 Uhr | Team Canada R. Savoia (4.) R. Savoia (7.) C. Ferguson (33.) M. Maneluk (35.) J. Alston (54.) | 5:0 (2:0, 2:0, 1:0) Spielbericht | Adler Mannheim | Eisstadion, Davos Zuschauer: 7'680 |

| 27. Dezember 2001 15:30 Uhr | Team Canada R. Savoia (3.) M. Maneluk (41.) M. Gaul (50.) J.-Y. Roy (54.) | 4:2 (1:0, 0:1, 3:1) Spielbericht | TPS Turku M. Suoraniemi (31.) K. Nurminen (41.) | Eisstadion, Davos Zuschauer: 7'680 |

| 27. Dezember 2001 20:45 Uhr | Adler Mannheim T. Hlushko (33.) D. Seymour (58.) | 2:5 (0:2, 1:2, 1:1) Spielbericht | HC Davos F. Nilsson (3.) S. Rizzi (19.) T. Paterlini (25.) J. von Arx (27.) B. Christen (52.) | Eisstadion, Davos Zuschauer: 7'680 |

| 28. Dezember 2001 15:30 Uhr | TPS Turku P. Schaefer (5.) P. Nummelin (18.) P. Kangasalusta (25.) P. Schaefer (28.) M. Holmqvist (36.) M. Rautee (36.) C. Joseph (55.) P. Nummelin (56.) | 8:2 (2:2, 4:0, 2:0) Spielbericht | Adler Mannheim T. Hlushko (14.) B. Bergen (20.) | Eisstadion, Davos Zuschauer: 7'240 |

| 28. Dezember 2001 20:45 Uhr | HC Sparta Prag R. Tomík (50.) | 1:4 (0:0, 0:2, 1:2) Spielbericht | Team Canada M. Gaul (21.) S. Heaphy (30.) J. Wright (46.) C. Ferguson (57.) | Eisstadion, Davos Zuschauer: 7'310 |

| 29. Dezember 2001 15:30 Uhr | Adler Mannheim J.-J. Daigneault (21.) F. Brännström (35.) T. Hlushko (37.) W. Hynes (50) R. Corbet (59.) | 5:2 (0:2, 3:0, 2:0) Spielbericht | HC Sparta Prag R. Tomík (3.) J. Hlinka (5.) | Eisstadion, Davos Zuschauer: 7'050 |

| 29. Dezember 2001 20:45 Uhr | HC Davos K. Miller (41.) | 1:2 (0:0, 1:1, 1:1) Spielbericht | TPS Turku P. Schaefer (39.) R. Shearer (53.) | Eisstadion, Davos Zuschauer: 7'680 |

| 30. Dezember 2001 15:30 Uhr | HC Davos K. Miller (1.) A. Häller (31.) L. Bohonos (35.) P. Fischer (54.) F. Nilsson (56.) | 5:6 n. V. (1:2, 2:2, 2:1, 0:1) Spielbericht | Team Canada S. Heaphy (7.) S. Heaphy (17.) J. Wright (21.) D. Ward (40.) R. Savage (51.) J. Alston (61.) | Eisstadion, Davos Zuschauer: 7'680 |

| 30. Dezember 2001 20:45 Uhr | TPS Turku M. Alatalo (21.) V. Vahalahti (40.) | 2:6 (0:2, 2:0, 0:4) Spielbericht | HC Sparta Prag J. Hlinka (7.) P. Šrek (19.) J. Hlinka (46.) M. Chabada (47.) J. Zelenka (59.) M. Broš (59.) | Eisstadion, Davos Zuschauer: 7'030 |

| Pl. |                | Sp | S | OTN | N | Tore  | Punkte |
| --- | -------------- | -- | - | --- | - | ----- | ------ |
| 1.  | Team Canada    | 4  | 4 | 0   | 0 | 19:08 | 8      |
| 2.  | HC Davos       | 4  | 2 | 1   | 1 | 14:12 | 5      |
| 3.  | TPS Turku      | 4  | 2 | 0   | 2 | 14:13 | 4      |
| 4.  | Adler Mannheim | 4  | 1 | 0   | 3 | 09:20 | 2      |
| 5.  | HC Sparta Prag | 4  | 1 | 0   | 3 | 11:14 | 2      |

### Final
| 31. Dezember 2001 12:00 Uhr | Team Canada R. Savage (24:29) J. Wright (33:23) J. Alston (46:17) | 3:4 n. V. (0:0, 2:3, 1:0, 0:1) Spielbericht | HC Davos B. Christen (27:11) M. Samuelsson (27:50) F. Nilsson (32:55) L. Bohonos (61:02) | Eisstadion, Davos Zuschauer: 7'680 |

## Siegermannschaft
| Spengler-Cup-Sieger HC Davos | Torhüter: Jonas Hiller, Lars Weibel Verteidiger: Jan von Arx, Beat Equilino, Marc Gianola, Andrea Häller, Michael Kress, Ralph Ott, Mika Strömberg, Benjamin Winkler Stürmer: Reto von Arx, Lonny Bohonos, Björn Christen, Patrick Fischer, Marc Heberlein, Josef Marha, Kevin Miller, René Müller, Claudio Neff, Fredrik Nilsson, Thierry Paterlini, Michel Riesen, Sandro Rizzi, Morgan Samuelsson, Johan Witehall Cheftrainer: Arno Del Curto |

## All-Star-Team
| Angriff:      | Richard Žemlička – Josef Marha – Peter Schaefer |
| Verteidigung: | Petteri Nummelin (MVP) – Michael Gaul           |
| Tor:          | Patrick DesRochers                              |